# Pfand (Recht)
Unter Pfand versteht man im Pfandrecht Rechtsobjekte, die dem Gläubiger als Sicherheit für seine Forderung zur Verfügung gestellt werden.

## Allgemeines
Das Pfand ist das alleinige Rechtsobjekt im Pfandrecht. Beteiligte sind der Pfandgläubiger (Sicherungsnehmer), der Kreditnehmer (Sicherungsgeber) oder ein dritter, nicht kreditnehmender Sicherungsgeber. Das Pfandrecht sieht insbesondere vor, dass der Pfandgläubiger lediglich Besitz am Pfandobjekt erlangt, während der Schuldner oder ein dritter Pfandgeber das Eigentum hieran behält. Bei Eintritt der Pfandreife erhält der Pfandgläubiger die gesetzliche Befugnis, auch als bloßer Besitzer das Pfand zu verwerten, wenn die gesicherte Forderung fällig ist und ganz oder teilweise nicht beglichen wird. Als Pfandobjekte kommen bei materiellen Sachen sowohl bewegliche Sachen (Edelmetalle, Schmuck; Faustpfand) als auch unbewegliche Sachen wie Grundstücke und grundstücksgleiche Rechte (Grundpfandrecht) in Frage. Auch immaterielle Güter wie Forderungen, Konzessionen, Lizenzen, Patente, Warenzeichen, Markenzeichen, gewerbliche Schutzrechte, Firmenwerte und Urheberrechte können als Pfand dienen, sofern sie nicht zu den höchstpersönlichen Rechten gehören.

## Geschichte

### Römisches Reich
Bereits das römische Zwölftafelgesetz aus dem Jahr 451/450 v. Chr. ließ das Pfand als Besitzpfand zu. Im 2. Jahrhundert v. Chr. erschien der Pfandbegriff in catonischen Geschäftsformularen. Pfandgeschäfte wurden im römischen Rechtsalltag durch das durch Besitzausübung geprägte Faustpfand (pignus) und die besitzlose Sicherungsübereignung (fiducia cum creditore) bestimmt. Später kam als ebenfalls besitzloses Pfand die hypoteca hinzu, die jeweils an Grundstücken und beweglichen Sachen ausgeübt wurden. Klagweise wurden das Faustpfand und das besitzlose Pfand hypoteca mit der actio Serviana verfolgt, Klagen auf Herausgabe bei Sicherungsübereignungen wurden mit der rei vindicatio geltend gemacht. Pignus und hypoteca kamen durch formlosen Vertrag zustande und waren jeweils akzessorisch, mithin abhängig von der Existenz der zu sichernden Forderung.
Zwar wird vermutet, dass die hypoteca, deren Begrifflichkeit im weströmischen Vulgarrecht fehlt, über die Provinzialgerichtsbarkeit der römischen Ostprovinzen ins römische Recht Einzug hielt, erwiesen ist ihre Herleitung aus dem griechischen Recht hingegen bis heute nicht. Erwähnt wird das besitzlose Pfandrecht in den einzelnen Schriften bedeutender Klassiker, wie Gaius oder Marcian, aber das Wort hypoteca wurde weitgehend gemieden. Auch Ulpian trennte zwischen dem Besitzpfand (pignus) und dem besitzlosen Pfand (hypotheca). Das Pfandobjekt haftete für eine gegenwärtige oder künftige Forderung, selbst wechselnde Warenbestände ließen sich verpfänden. Eine Verfallsklausel sorgte dafür, dass der Gläubiger am Pfand Eigentum erlangte, sobald der Schuldner am Fälligkeitstag sein Darlehen (mutuum) nicht zurückzahlte. Später schrieb eine Verkaufsvereinbarung (pactum de vendendo) einen etwaigen Mehrerlös dem Schuldner zu.

### Mittelalter
Fahrnis (Pfandgegenstand)
Die Hinnahme eines Fahrnispfandes war schon im Frühmittelalter rechtlich geregelt. Ein Gläubiger konnte zum Schutz seiner Forderung dem Schuldner einen Pfandgegenstand wegnehmen. In der Karolingerzeit konnte dies nur noch nach richterlicher Erlaubnis geschehen. Schließlich durften nur noch der Graf, später andere Beauftragte des Königs oder des Landesherren die Pfändung vornehmen. In den Städten wurden eigens für die Pfandnahme berufene Beamte bestellt, die sogenannten Pfänder. Nur diese durften die Pfändung vornehmen. In der Praxis wurden aber weiterhin eigenmächtig bewegliche Gegenstände als Fahrnispfand genommen. Dagegen versuchte man seit dem 13. Jahrhundert beim Landfrieden einzuschreiten.
Grundschuld
Als Pfand wurde im Mittelalter und in der Frühen Neuzeit auch die Grundschuld bezeichnet.
Dabei konnten Gegenstand des Pfandes nicht nur einfache Grundstücke sein. Vielmehr konnten auch ganze Herrschaften oder (nach modernem Verständnis) Hoheitsrechte, etwa Zölle, verpfändet werden. Statt Zinsen für die zugrunde liegende Schuld standen dem Gläubiger dann die Einkünfte aus dem Pfand zu.
Territorien
Im Mittelalter war es häufig üblich, dass Landesherren Orte oder ganze Herrschaften als Pfandbesitz verliehen, als Gegenleistung gegen geliehenes Geld. Die verpfändeten Gebiete konnten jederzeit vom ursprünglichen Inhaber durch Geldzahlungen oder auch anderweitigen Tausch eingelöst werden. Mitunter wurde der Pfandbesitz auch in regulären Besitz für den Pfandnehmer umgewandelt, mit Zustimmung des ursprünglichen Eigentümers oder bei dessen dauernder Zahlungsunfähigkeit.
Beispiele
- Pfandherrschaft Dobrilugk, 1547 vom böhmischen König verliehene Herrschaft, die 1602 wieder eingelöst wurde.
- Wismar, Amt Neukloster und die Insel Poel wurden 1803 als Pfandbesitz von Schweden an Mecklenburg gegeben und 1903 offiziell an dieses übertragen.

### Neuzeit
Bereits die preußische „Hypothec- und Concurs-Ordnung vom 4. Februar 1722“ übernahm das römische Faustpfandprinzip. Der Begriff Pfandrecht tauchte erstmals 1741 in Johann Leonhard Frischs Wörterbuch auf. Vom „Unterpfand“ ist im Codex Maximilianeus Bavaricus Civilis vom Januar 1756 ebenso die Rede wie im Allgemeinen Preußischen Landrecht (APL) vom Juni 1794, das das Unterpfand erklärte als „das dingliche Recht, welches jemandem auf eine fremde Sache zur Sicherheit seiner Forderung eigeräumt worden, und vermöge dessen er seine Befriedigung selbst aus der Substanz der Sache verlangen kann“ (I 20, § 1 APL).
Das im Januar 1900 in Kraft getretene BGB übernahm weitgehend die aus dem römischen Recht stammenden Regelungen zum Pfand.

## Etymologie
Die Herkunft des Wortes „Pfand“ ist umstritten. Beim Pfand handelt es sich nach einer Lehrmeinung um ein über das Friesische aus dem Altfranzösischen (rück)übernommenes Wort, das auf den altfranzösischen Begriff „paner“ zurückgehen soll, welches sowohl „wegnehmen“ als auch „wegwischen“ bedeuten kann. Im ersteren Fall wäre es aus dem (germanisch-)fränkischen Wort „Bann“ (Pfand: das [Ge]bannt[e], d. h. mit Bann Belegte), im letzteren aus dem lateinischen „pannus“ („Lappen“) entstanden („weggenommener Fetzen“) [Herkunft und Zweck des Dentals (-d) wären dann ungeklärt]. Die Herleitung verdeutlicht jedenfalls, wie Kleidungsstücke und -stoffe zu Zeiten überwiegenden Tauschhandels als Zahlungsmittel galten. Eine andere Lehrmeinung geht davon aus, eine (nicht belegte) Zwischenstufe “panctum”, entwickelt aus “pactum”, ansetzen zu müssen. Ernst Wasserzieher/Betz verweisen daneben auf die Nähe zum Wort „Pfennig“, das indes u. U. eher vom Wort „Pfanne“ stammt. Friedrich Kluge ging für den deutschen Wortursprung des Pfandes vom Gleichgewicht (lateinisch pondus) aus, denn das althochdeutsche „pfant“ beschrieb ein Gegengewicht (zu Schulden).

## Rechtsfragen
Das Pfandrecht an beweglichen Sachen oder Rechten ist in Deutschland in den §§ 1204–1296 BGB geregelt. Besondere Vorschriften sind im Pachtkreditgesetz und im Gesetz zur Sicherung der Düngemittel- und Saatgutversorgung zu finden. Für Schiffe und Luftfahrzeuge gelten das Schiffsrechtsgesetz und das Luftfahrzeugrechtsgesetz.
Das Pfand kann sowohl durch vertragliche Vereinbarung entstehen (Verpfändung) als auch kraft Gesetzes (gesetzliches Pfandrecht und Pfändungspfandrecht). Ein Pfand ist als Sicherungsgegenstand im Wirtschaftsverkehr jedoch von untergeordneter Bedeutung. Dort wird mehr von der Sicherungsübereignung (beispielsweise der Sicherungsübereignung von Kraftfahrzeugen) oder von Grundpfandrechten (Hypotheken, Sicherungsgrundschulden oder Grundschulden) Gebrauch gemacht. Bei Geschäften des täglichen Lebens wird das Pfand jedoch häufiger eingesetzt.
Das vertragliche Pfandrecht an Gegenständen entsteht regelmäßig durch ein dingliches Rechtsgeschäft, die Bestellung des Pfandrechts, die für bewegliche Sachen in § 1205 BGB geregelt ist. Von der Pfandrechtsbestellung ist die schuldrechtliche Sicherungsabrede zu unterscheiden, in der vereinbart wird, dass zur Sicherung einer bestimmten Forderung ein Pfandrecht an einem bestimmten Gegenstand bestellt werden soll. Sie ist beispielsweise im Kreditvertrag enthalten. Außerdem kann ein Pfandrecht auch kraft Gesetz entstehen. Beispiele sind das Vermieterpfandrecht (§ 562 BGB), das Gastwirtpfandrecht (§ 704 BGB) oder die Entstehung eines Pfandrechts durch Surrogation, etwa im Falle des § 1219 Abs. 2 BGB.
Der Pfandgläubiger ist gemäß § 1215 BGB zur Verwahrung des Pfandes verpflichtet, so dass ihn ein vollständiges Lagerrisiko trifft. Diese Verwahrungspflicht trägt er bis zur Rückgabe des Pfandes. Wird die gesicherte Forderung nicht beglichen, tritt Pfandreife ein, und der Gläubiger kann das Pfand verwerten sowie den Erlös auf die zugrunde liegende Forderung verrechnen. Dafür ist ein gerichtlicher Titel nicht erforderlich. Die Verwertung geschieht nach vorheriger Androhung (§ 1234 BGB) durch Pfandverkauf (§ 1228 BGB), in der Regel durch öffentliche Versteigerung.
Das Pfand ist streng akzessorisch an die Forderung gebunden. Erlischt die Forderung, so erlischt automatisch auch das Pfandrecht. Das Pfand ist dann dem Eigentümer herauszugeben. Aber auch wenn der Pfandgegenstand lastenfrei erworben wird oder wenn eine vereinbarte auflösende Bedingung eintritt, erlischt das Pfand.

## Pfand bei Finanztransaktionen
Bei Finanzkontrakten und insbesondere auch im Börsenhandel muss ein bestimmtes Pfand hinterlegt werden, um ein Geschäft durchführen zu können. Dieses wird als Margin bezeichnet und richtet sich nach dem Risiko der Marktteilnehmer sowie der getätigten Handelsgeschäfte. Beispiele sind Optionen oder Futures.

## Kein Pfand
Nicht dem Pfandrecht unterliegen Gegenstände, die unpfändbar sind (§ 811 ZPO). Das Flaschenpfand ist kein Pfand an der Flasche, sondern es wird lediglich ein Rückgaberecht gegen Vergütung des als „Pfand“ gezahlten Aufpreises eingeräumt, was der Bundesgerichtshof (BGH) beim Mehrwegpfand von individualisierten Flaschen als leiheähnliche Gebrauchsüberlassung bezeichnet. Im Aufdruck „Pfand“ auf einer Getränkeflasche kommt vielmehr ein Angebot an jedermann zum Ausdruck, die Flasche gegen Zahlung des Pfandbetrags zurückzunehmen. Der Personalausweis darf gemäß § 1 Abs. 1 PAuswG weder hinterlegt noch als Pfand benutzt werden.